# CFU Club Championship
CFU Club Championship - coroczny puchar klubowy organizowany przez federację Caribbean Football Union (w skrócie CFU) zrzeszającą państwa strefy Karaibów.
W turnieju biorą udział czołowe kluby krajów regionu karaibskiego, przy czym krajowi mistrzowie kwalifikują się do rozgrywek automatycznie. Zwycięzca pucharu uzyskuje prawo do gry w Lidze Mistrzów CONCACAF.

## Lista zwycięzców
| Rok  | Zwycięzca                               | Wynik                          | Finalista                                     |
| ---- | --------------------------------------- | ------------------------------ | --------------------------------------------- |
| 1997 | United Petrotrin                        | 2:1                            | Montego Bay United                            |
| 1998 | Joe Public                              | 1:0                            | Morvant Caledonia United                      |
| 2000 | Joe Public                              | [ a ]                          | Williams Connection                           |
| 2001 | Defence Force                           | [ b ]                          | Williams Connection                           |
| 2002 | Williams Connection                     | [ b ]                          | Arnett Gardens                                |
| 2003 | San Juan Jabloteh                       | 2:1 1:2 (4-2 w karnych)        | Williams Connection                           |
| 2004 | Harbour View                            | 1:1 2:1                        | Tivoli Gardens                                |
| 2005 | Portmore United                         | 2:1 4:0                        | Robinhood                                     |
| 2006 | Williams Connection                     | 1:0                            | San Juan Jabloteh                             |
| 2007 | Harbour View                            | 2:1                            | Joe Public                                    |
| 2009 | Williams Connection                     | 2:1                            | Puerto Rico Islanders                         |
| 2010 | Puerto Rico Islanders                   | [ a ]                          | Williams Connection                           |
| 2011 | Puerto Rico Islanders                   | 3:1 (dogr.)                    | Tempête                                       |
| 2012 | Morvant Caledonia United                | 1:1 (4-3 w karnych)            | Williams Connection                           |
| 2013 | Williams Connection (Zwycięzca grupy 1) | Valencia (Zwycięzca grupy 2)   | Morvant Caledonia United (Zwycięzca play-off) |
| 2014 | Bayamón (Zwycięzca grupy 1)             | Waterhouse (Zwycięzca grupy 2) | Alpha United (Zwycięzca play-off)             |
| 2015 | Central                                 | 2:1                            | Williams Connection                           |
| 2016 | Central                                 | 3:0                            | Williams Connection                           |
| 2017 | Cibao                                   | 1:0                            | San Juan Jabloteh                             |
| 2018 | Atlético Pantoja                        | 0:0 (6-5 w karnych)            | Arnett Gardens                                |
| 2019 | Portmore United                         | [ a ]                          | Waterhouse                                    |

| Zakwalifikowane drużyny |                  |       |                   |                 |       |                 |
| Rok                     | Zwycięzca        | Wynik | Finalista         | Trzecie miejsce | Wynik | Czwarte miejsce |
| 2020                    | Atlético Pantoja | [ c ] | Waterhouse        | Arcahaie        | [ c ] | Cibao           |
| 2021                    | Cavaly           | 3:0   | Inter Moengotapoe | Metropolitan    | [ d ] | Samaritaine     |